# Русов, Лев Александрович
Лев Александрович Русов (31 января 1926 года, Ленинград — 20 февраля 1987 года, там же) — советский живописец, график, скульптор, член ЛОСХ РСФСР.

## Биография
Русов Лев Александрович родился 31 января 1926 года в Ленинграде в семье служащих. Его отец Александр Семёнович Русов происходил из крестьян Нижегородской губернии, мать Ираида Семёновна Немцова была из костромских.
Увлечение рисованием приводит Русова в 1939 году в изостудию Выборгского района Ленинграда, где он занимается параллельно с учёбой в средней школе вплоть до начала войны. В декабре 1941 вместе с матерью эвакуируется из блокадного Ленинграда в Горьковскую область. Вскоре с ним происходит несчастный случай, который мог изменить судьбу будущего художника. При неясных до конца обстоятельствах Русов потерял правый глаз. Со слов сына художника, это случилось от неосторожного удара кнутом. Однако уже в 1943 году после переезда в Кострому Русова принимают в областное художественное училище.

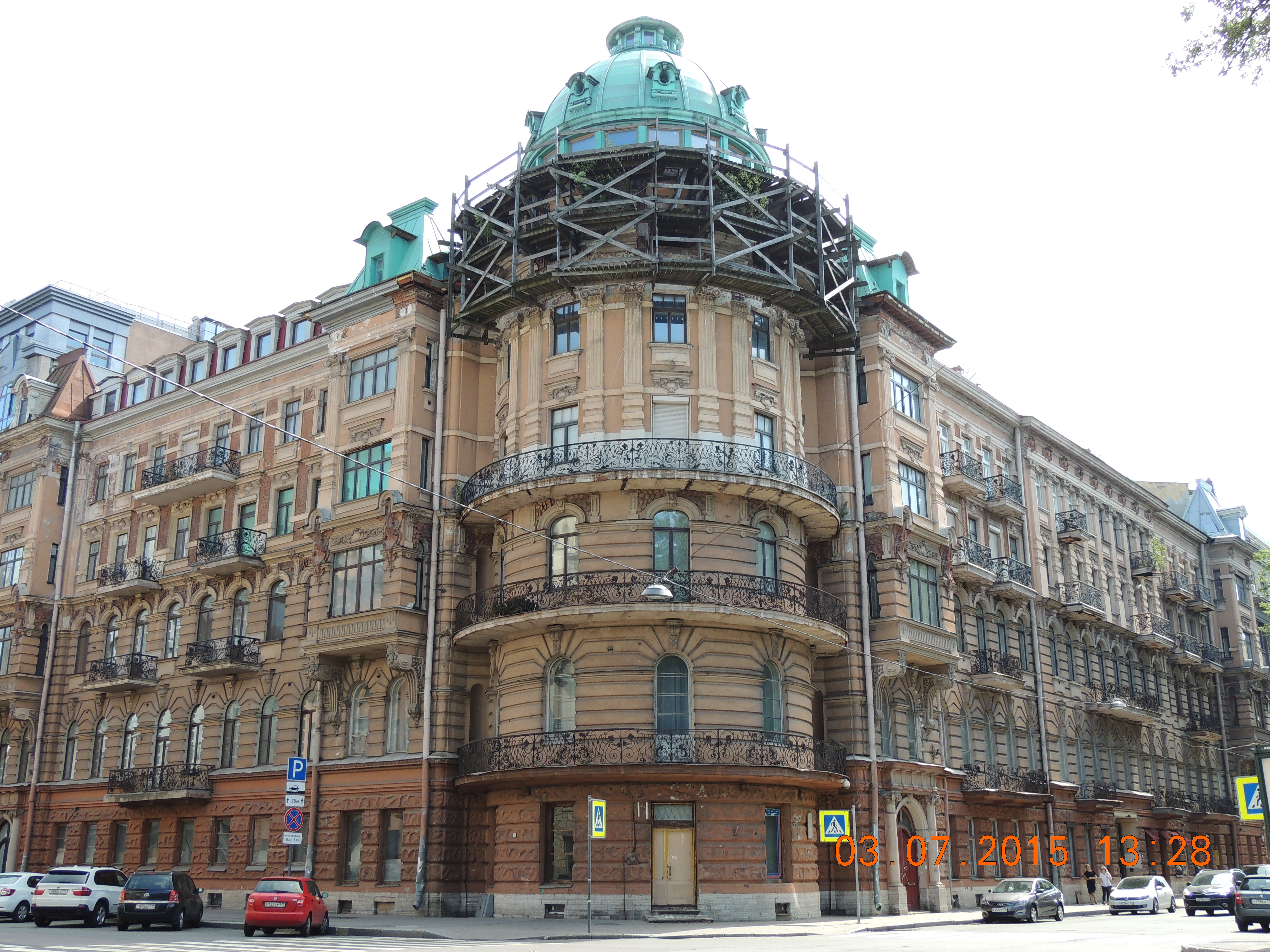
Здание ЛХПУ на Таврической ул., 35

В 1945 году в связи с возвращением в Ленинград он переводится в Ленинградское художественно-педагогическое училище (ныне - Художественное училище имени Н. К. Рериха), которое окончивает в 1947 году.
В 1948 году Русов поступает на живописный факультет ИЖСА им. И. Е. Репина, занимается у Ю. М. Непринцева, Г. В. Павловского. Однако, проучившись два года, по состоянию здоровья оставляет занятия в Академии. В 1951-1955 годах он преподаёт рисование в школах Кировского района, одновременно продолжает самостоятельно заниматься живописью, используя опыт, приобретённый за время учёбы в Академии.
Вскоре Русов показывает свои работы в ЛССХ и его приглашают участвовать в выставках вместе с ведущими мастерами изобразительного искусства Ленинграда. На весенние выставки 1954 и 1955 годов он представил работы «Девочка с бантом» (1954), «У моря» и «Портрет художника В. В. Кремера» (обе 1955), обратив на себя внимание как талантливый портретист.

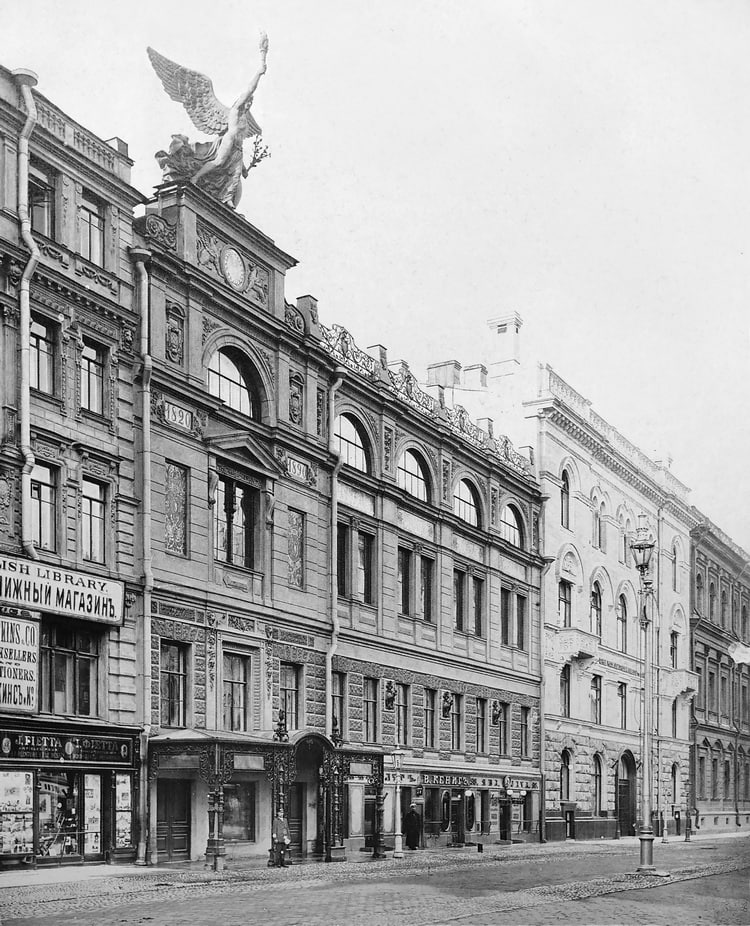
Здание ЛССХ на Большой Морской, 38

В 1955 году Русова принимают в члены Ленинградского Союза советских художников по рекомендациям известных живописцев П. Д. Бучкина, Ю. М. Непринцева и В. В. Кремера. Помимо портретов, Русов пишет в эти годы жанровые композиции, натюрморты, пейзажи, работает в технике масляной живописи, акварели и ксилографии.
Год 1955 был отмечен для Русова встречами с людьми, изменившими его личную и творческую судьбу. Он знакомится с Екатериной Васильевной Балебиной (род. 29 декабря 1933 г.), дочерью В. А. Балебина, прославленного летчика-торпедоносца, Героя Советского Союза, которая станет его женой (официально брак будет зарегистрирован 31 января 1959 г.), матерью сына (Андрей Львович Русов, род. 27 апреля 1960 г.) и главной музой. Очаровательная и живая, полная самопожертвования, она будет позировать Русову в качестве модели для многих картин и портретов, создавать и оберегать тот мир, в котором в полную силу раскроется и засверкает творческий дар художника.
К этому же году относится знакомство Русова с Е. А. Мравинским, переросшее в многолетнюю дружбу, которой мы обязаны несколькими портретами выдающегося дирижёра, созданными на протяжении 1950—1980 годов.
В 1960-1980 гг. творческая жизнь Русова была поделена между ленинградской мастерской, домом в Фонарном переулке и деревней Павшино на Оредеже, где на высоком берегу реки художник отстроил дом с мастерской и проводил ежегодно по многу месяцев.
В 1970 году в Ленинграде в Физико-техническом институте имени А. Ф. Иоффе АН СССР состоялась единственная прижизненная выставка произведений Русова.
Скончался 20 февраля 1987 года в Ленинграде на 62-м году жизни от болезни сердца. 
Вдова художника Екатерина Васильевна Русова пережила мужа на 15 лет и скончалась 20 июня 2002 года в Санкт-Петербурге на 69-м году жизни.
Произведения Л. А. Русова находятся в музеях и частных собраниях в России, США, Норвегии, Великобритании, Швеции, Франции и других странах.

## Творчество
Творческая жизнь Льва Русова, необычная и противоречивая, вместила в себя два неравноценных по продолжительности и значимости периода, один из которых был отдан живописи, другой — преимущественно деревянной скульптуре.

### Портрет
По мнению исследователей творчества художника, с наибольшей силой живописное дарование Русова раскрылось в серии портретов современников, написанных в 1950-х — первой половине 1960-х годов, принёсших автору известность и признание. За десять лет Русов создал галерею портретов, обогативших разнообразные типы и виды современной портретной живописи. Начало ей положили женские образы, среди которых выделяются портреты жены и молодых женщин из круга общих знакомых. Среди них «Портрет Н. Орловой» (1956), «Портрет Е. Балебиной» (1956), «Портрет молодой женщины в красном» (1956), «Портрет молодой женщины» (1957) и другие.
Работы конца 1950-х и начала 1960-х — «Портрет жены» (1959), «Свежая модель» (1961), «Кира», «Наринэ», «Портрет Марии Корсуковой» (все 1962) дают представление о новом этапе в творчестве художника. Его отличает большая декоративность, обобщённость рисунка и острота композиции, к этим приёмам Русов обращается в поисках средств усиления выразительности образа, что имело для Русова-портретиста первостепенное значение.

Л. А. Русов. Портрет Екатерины Балебиной. 1956

Показательны в этом отношении портреты Екатерины Балебиной 1956 года и Киры Кратировой, датируемый 1962 годом. За несколько лет, прошедших после написания двойного портрета сестёр «Кира и Зоя» (1958) его героиня превратилась из мечтательной девочки-подростка в молодую женщину, готовую к глубокому и сильному чувству. По-видимому это открытие так захватило художника, что он не мог не передать его на полотне, ставшем одной из лучших работ Русова в жанре лирического портрета. При всей казалось бы лаконичности созданного художником образа, любоваться им, вглядываться в него можно бесконечно. Он никогда не будет прочитан «до последней страницы», никогда не будет разгадан, «разложен на атомы». В этом проявился не только природный дар живописца, но и совершенное овладение мастерством создания психологического портрета. Найденное художником эффектное живописное решение построено на противопоставлении тёплых телесных тонов, в которых написаны лицо, плечи и русые волосы молодой женщины, и холодного фона с преобладанием синих и голубых тонов, рассекаемого ломанными линиями. Как и лучшие работы 1950-х, созданный художником образ и конкретен и вместе с тем собирателен. В нём явственно угадывается стилистика 1960-х, что не уменьшает его выразительности и привлекательности для современного зрителя. Это подтверждает выбор в 2019 году портрета издателями для оформления обложки книги «Ленинградская школа живописи. Очерки истории» (2019).
Характеризуя творчество Русова, искусствоведы А. Дмитренко и Р. Бахтияров отмечают:

«В ленинградском живописном портрете рубежа 1950—1960-х годов сохранялось известное противоречие между задачами типизации образа и одновременно желанием художника прикоснуться к „потаенным движениям души“. Не случайно Л. А. Русов, однозначно отдававший в своём творчестве предпочтение такому „прикосновению“, как бы отстранял внутренний мир модели от внешней, „типажной“ заданности, отличавшей многие произведения портретного жанра того времени. В его работах прослеживается связь с творчеством Валентина Серова, с манерой Осипа Браза и Андреаса Цорна. Органично связывая фигуру и фон, который Русов успешно использует как средство усиления выразительности образа, он в то же время оставляет за каждой своей моделью право на „личное пространство“, как, например, в портретах Екатерины Балебиной, Натальи Орловой, или деревенской девочки Наташи Савельевой.»

Поездки в середине 1950-х на Оредеж сначала в Накол, а затем в Павшино положили начало замечательной серии детских и юношеских портретов Русова. Среди них «Портрет Зои» (1957), двойной портрет сестёр «Кира и Зоя» (1958), «Наташа» (1958), «Наташа», «Бантики» (обе 1960). В 1960-е её дополнили портреты сына «Андрей с конём» (1963), «Портрет сына» (1965) и другие.
Работы этого периода приходятся на пору наивысшего творческого подъёма Русова — живописца и составляют наиболее ценную часть его разнообразного художественного наследия. Их отличает необычайная выразительность образов, смелость композиционных решений, безошибочный художественный вкус. В цветовой гамме преобладают жемчужные и лиловые тона. Манеру художника отличает мощный живописный язык, широкое письмо, острая композиция, интерес к сложным ракурсам. Русов обладал редким умением уловить мимолетные состояния натуры, быстро воплотить на холсте живописную идею — сразу и необычайно убедительно. Созданные им образы сочетают выразительность индивидуальных характеристик с ярким воплощением типичных черт современников.
В работе над портретом Русову удаётся «схватить» мимолётное состояние натуры, которое при длительном позировании ускользает от большинства художников. Это первое впечатление он умеет сохранить до конца и донести до зрителя. Поэтому в его произведениях натура живая, и это ощущение живого взгляда живых людей — едва ли не самое захватывающее в портретах художника.
Наряду с выразительностью формы портреты Русова отличаются глубиной и психологизмом образов, тщательным выбором и изучением натуры. В этом состояла ещё одна важная причина успеха его произведений. Многие лучшие работы этого периода Русов написал в деревне Павшино на реке Оредеж под Ленинградом, где в конце 1950-х годов обосновалась группа молодых художников: Г. Багров, Э. Шрам, К. Славин и Н. Славина, Л. Кузов, А. Яковлев, Г. Антонов. Здесь же на Оредеже, сначала в деревне Накол, затем в Павшино Русов находит героинь своих новых портретов: тетю Полю, сестер Зою и Киру, деревенскую девочку Наташу Савельеву. Именно её портрет, написанный Русовым в 1958 г., впервые был по-настоящему замечен и оценён критикой.
В рецензиях на осеннюю выставку 1958 г. ленинградские газеты уделили ей видное место. Е. Ковтун в статье «Заметки о художественной выставке» в номере «Вечернего Ленинграда» от 29 ноября 1958 года писал об «удивительной непосредственности и свежести чувств, которыми подкупает работа Л. Русова». М. Шумова в статье «Не уступать завоёванных рубежей!» в «Ленинградской правде» от 2 декабря 1958 года писала об этой работе:

«Портрет Л. Русова „Наташа“ радует искренним интересом художника к внутреннему миру человека. Фон картины, платье девочки написаны размашистыми, сильными мазками. Но они не бросаются в глаза, не уводят от затенённого лица, написанного тоже свободно, но вместе с тем осторожно, тонко, вдумчиво. Пытливые глаза девочки, её одухотворённое лицо приковывают внимание».

В эти же годы Русов пишет портреты известных деятелей искусства, рабочих и колхозников. Среди них «Портрет молодой колхозницы» (1956), «Портрет дирижёра Евгения Мравинского» (1957), «Портрет актёра Владислава Стржельчика» (1957), «Портрет молодого литейщика» (1961), «Тётя Поля с курицей» (1961), «Сталевар» (1972) и другие. И в мужском портрете вне зависимости от социального статуса портретируемого, художника привлекают сильные независимые характеры.

### Мравинский
Знакомство Русова с Е. А. Мравинским в 1955 году быстро переросло в дружбу, продолжавшуюся до конца жизни художника. В продолжение тридцати лет Русов написал несколько портретов выдающегося дирижёра, наиболее известным из которых является «Портрет Е. А. Мравинского» 1957 года.

Л. А. Русов. Портрет Е. А. Мравинского. 1957

Портрет писался Русовым в течение двух лет и был окончен в 1957 году. Тогда же он впервые был показан на юбилейной выставке в Государственном Русском музее. В отличие от большинства известных портретов, Е. А. Мравинский изображён в домашней обстановке, когда человек принадлежит только самому себе и раскрывается в своём подлинном облике.
Из воспоминаний А. М. Вавилиной-Мравинской, вдовы Е. А. Мравинского:

«Среди немногочисленных друзей Евгения Александровича Мравинского, имевших „право“ позвонить в дверь квартиры без предварительной договоренность по телефону, был «Лёвушка» Русов — так его называли у нас в доме. «Появился — как с неба свалился!», в любое время суток — привычное для хозяев явление.
Его приход всегда привносил в жизнь свет, улыбку, радость и бескорыстное общение. Знакомство и дружба Евгения Александровича с Лёвой измерялась десятилетиями, а потому атмосфера бесед была искренней и простой. Лёвушка был в курсе всех творческих и житейских перепитий Евгения Александровича, обожал музыку, знал её, обладал отменной памятью и рафинированным вкусом.
При встречах оба, как правило, устремлялись в разговоры о природе, рыбалке (удочки, наживки, снасти и т. п.), так как жизнь вне города была для обоих основой творческого заряда, источником духовных запасов. Живой по натуре, темпераментный и разговорчивый, Лева имел в лице Евгения Александровича благодарного слушателя и рассказчика. Вечерние посиделки, конечно, слегка «увеселялись» водочкой и допоздна пересыпались пришвинскими пересказами».

Уже в 1970-е годы Л. Русов обращается к теме двух великих современников — Д. Д. Шостаковича и Е. А. Мравинского, нашедшей своё воплощение в картине «Ленинградская симфония. Дирижирует Е. А. Мравинский» (1980). Русов долго работал над замыслом и композицией картины, отвергая один вариант за другим. Сложно судить, в какой степени её окончательный вариант удовлетворял художника. Можно предположить, что, будь у него силы и время, эта работа могла бы продолжиться.
Из воспоминаний А. М. Вавилиной-Мравинской, вдовы Е. А. Мравинского:

«Была у Лёвы Русова ещё одна желанная мечта-тема: Е. Мравинский и Д. Шостакович, но болезнь, нехватка жизненного времени и сил не дали осуществить её в окончательном варианте. Лева и Евгений Александрович долго и неоднократно беседовали о методе воплощения этой идеи, но настолько тема эта монументальна, настолько же и неосуществима, подпираемая отпущенным Богом сроком для обоих».

### Тиль Уленшпигель
Ещё в 1954—1956 гг. Русов впервые обращается к историческому жанру, написав серию из восьми картин по мотивам романа Шарля де Костера «Легенда об Тиле Уленшпигеле». Выбор темы и её образное воплощение были созвучны настроениям ранней хрущевской «оттепели» и личным свободолюбивым устремлениям автора. Показанные в конце 1956 года на осенней выставке ленинградских художников, работы «Рождение», «На пытки», «Смерть отца», «На полях родины», «Абордаж», «Тиль и Ламме», «Смерть изменникам», «Песня Тиля» (все 1956) принесли автору известность и заявили о нём как о мастере исторической картины. В дальнейшем интерес Русова к истории нашёл выражение в многочисленных произведениях деревянной скульптуры, а также в ряде живописных работ, в частности, в картине «Скоморохи» (1976).
Указанные работы и прежде всего двойной портрет «Тиль и Ламме» интересны также тем, что художник наделил Тиля чертами внешнего сходства с собой. Это делает его уникальным в творческом наследии художника, поскольку автопортреты Л. Русова неизвестны. Потеряв в эвакуации глаз, он не любил фотографироваться и не позировал для автопортретов.

### Натюрморт
Натюрморт у Русова тесно связан с живописными и композиционными задачами, которые ставил перед собою художник в работе над портретом. Отсюда острота и свежесть композиционных решений, внутренний драматизм и напряжение в его работах этого жанра. Не случайно поэтому по выразительности и глубине образов лучшие произведения Русова в жанре натюрморта не уступают его же известным портретам. Это выделяет их среди созданного в этом жанре в 1950—1970 годы.
Большинство из известных натюрмортов Русова передают интерьер мастерской и окружавший его предметный мир, но главным образом атмосферу, «муки творчества», в которых рождались и воплощались замыслы художника. При этом их художественная форма, несмотря на кажущуюся порою лёгкость исполнения, продумана и доводилась автором до совершенства. Эти качества, пожалуй, в наиболее концентрированном виде представлены в «Натюрморте с бюстом Сенеки» (1963). В сущности, Русов пишет не традиционные атрибуты мастерской художника, разбросанные или разложенные в живописном порядке (или в беспорядке), а почти сумасшедший дом, где порою на грани нервного срыва, по выражению самого Русова, «в экстазе, в истерике» рождаются, воплощаются и гибнут замыслы художника. Этой задаче передать острую, порой даже отталкивающую обстановку творчества, Русов подчиняет весь строй работы.
Среди работ Русова в этом жанре источники выделяют также «Натюрморт с букетом» (1959), «Ноты и скрипка» (1964), «Кухня. Натюрморт» (1979).
Работы 1950—1960-х годов выдвинули Русова в число ведущих мастеров портретной живописи. Однако для широкой публики и даже для многих коллег по Ленинградскому Союзу художников он оставался практически неизвестен. Объясняется это прежде всего особенностями характера художника. Человек независимых взглядов, талантливый, прямой, порой безжалостный в оценках и суждениях, поражавший близко знавших его своей работоспособностью, он сторонился «общественной жизни» Союза, был нетерпим к любым проявлениям посредственности и халтуры. По существу, в брежневские годы «застоя» и «развитого социализма» он оставался человеком хрущевской «оттепели». В 1970—1980 Русов редко показывал свои работы на выставках. Его жизнь была поделена между городской мастерской, домом в Павшино на Оредеже и общением с узким кругом старых друзей. При этом существовавшая система не отторгала таких художников, позволяя им в обмен на минимальную лояльность иметь почти бесплатные материалы и мастерскую для занятий творчеством.
В середине 1960-х Русов увлёкся деревянной скульптурой и русским народным эпосом. Отныне и до конца жизни это станет главной темой его творчества, потеснив живопись. Из его рук вышло множество превосходных скульптур, от маленьких фигурок до больших форм, как «Русский Икар» и рельефов на эпическую тему «Застава», «Былину поют». Однако художник не прекращал заниматься и живописью. Помимо портрета, в эти годы он обращается к жанровой и исторической картине, натюрморту. Среди написанных в эти годы работ «Портрет Зои» (1973), «Скоморохи» (1976), «Кухня. Натюрморт» (1979), «Портрет художника И. Скоробогатова» (1982), несколько портретов жены Е. В. Русовой и другие работы.

## Семья
- Жена Балебина Екатерина Васильевна (1933 — 2002);
- Сын Русов Андрей Львович (род. 1960).